# Гаїба
Гаїба, Ґаїба (італ. Gaiba, вен. Gaiba) — муніципалітет в Італії, у регіоні Венето, провінція Ровіго.
Гаїба розташована на відстані близько 350 км на північ від Рима, 90 км на південний захід від Венеції, 27 км на південний захід від Ровіго.
Населення — 1070 осіб (2014).

## Демографія
Населення за роками:

Станом на 1 січня 2023 року в муніципалітеті офіційно проживало 67 іноземців з 13 країн, серед них 14 громадян країн Євросоюзу та 2 громадяни України.

## Сусідні муніципалітети
- Баньйоло-ді-По
- Феррара
- Фікароло
- Стієнта

## Міста-побратими
- Альверня, Польща
- Колленьо, Італія
- Роккетта-Сант'Антоніо, Італія